# Kostliwka szkarłatna
Kostliwka szkarłatna (Cordia sebestena L.) – gatunek rośliny należący do rodziny ogórecznikowatych (szorstkolistnych). Pochodzi z rejonu karaibskiego. Strefy mrozoodporności: 11.

## Morfologia

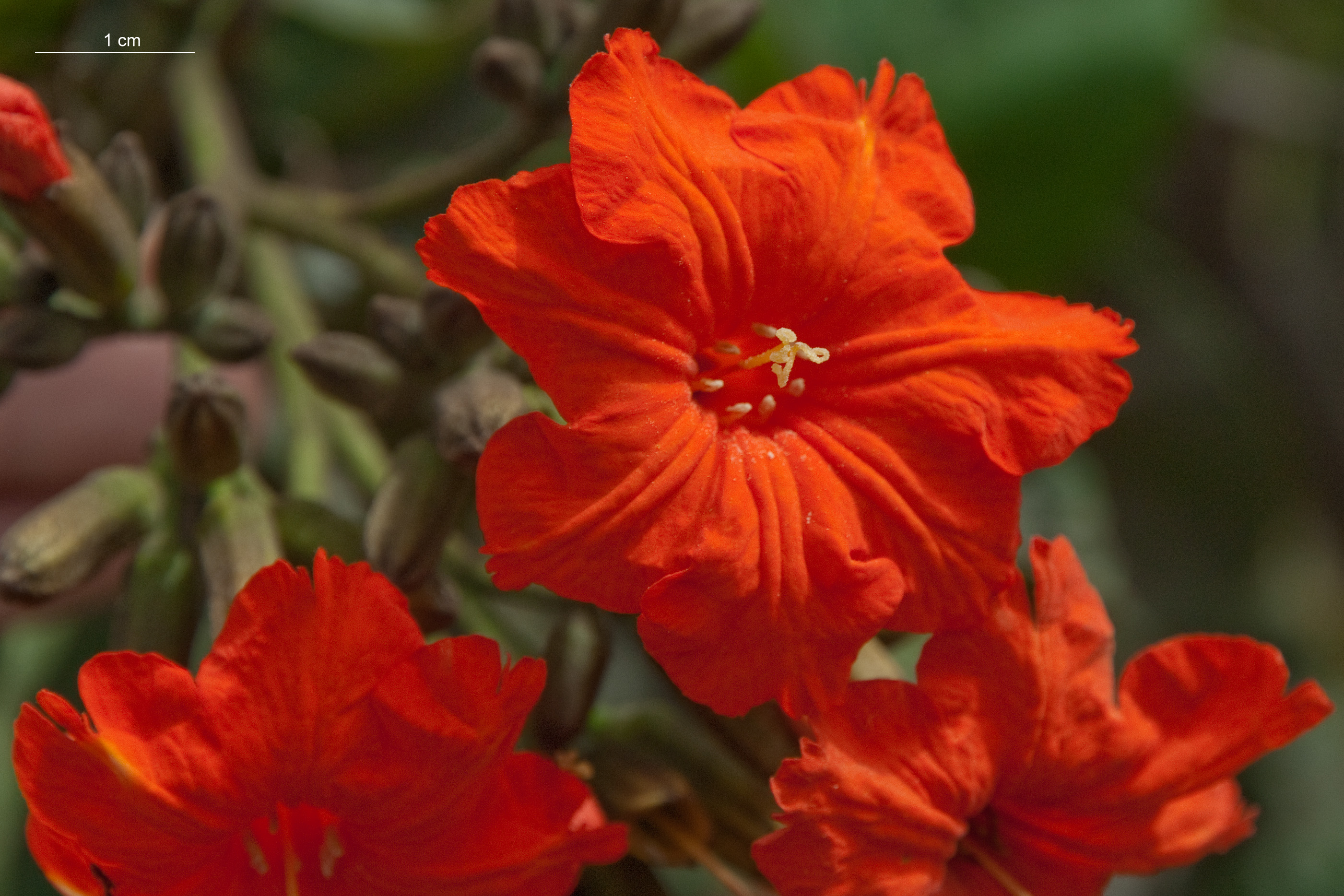
Kwiat

PokrójDrzewo osiągające wysokość do 10 m, często w występuje w formie krzewiastej.
LiścieNaprzemianległe, szerokoeliptyczne do sercowatych, bardzo szorstkie.
KwiatyW baldachowatych wiechach na końcach gałęzi, jaskrawoczerwone. Zielony zrośnięty kielich, 5-7 szeroko rozłożonych, pomarszczonych płatków. Pylniki żótawe, nieco dłuższe od rurki koronowej.
OwocBiaławy, jajowaty pestkowiec długości do 3 cm. Miąższ śluzowaty, słodki.

## Zastosowanie
- Sadzona jako roślina ozdobna.
- Drewno cenione w tokarstwie.
- Owoce podawane do ssania przeciw kaszlowi.